# Winchester (Califórnia)
Winchester é uma Região censo-designada localizada no estado americano da Califórnia, no Condado de Riverside.

## Demografia
Segundo o censo americano de 2000, a sua população era de 2155 habitantes.

## Geografia
De acordo com o United States Census Bureau tem uma área de 18,4 km², dos quais 18,4 km² cobertos por terra e 0,0 km² cobertos por água. Winchester localiza-se a aproximadamente 478 m acima do nível do mar.

## Localidades na vizinhança
O diagrama seguinte representa as localidades num raio de 16 km ao redor de Winchester.